# Авл Манлий Вульсон Капитолин
Авл Манлий Вульсон Капитолин (лат. Aulus Manlius Vulso Capitolinus; V—IV века до н. э.) — римский политический деятель из патрицианского рода Манлиев, военный трибун с консульской властью 405, 402 и 397 годов до н. э.
В 405 году Авл Манлий был одним из шести военных трибунов, начавших осаду Вей. Во время его второго трибуната (402 год до н. э.) вольски взяли Анксур, а под Вейями шли бои как с вейцами, так и с капенцами и фалисками, но имя Манлия в связи с этими событиями не упоминается.
В 394 году до н. э. Авл Манлий вместе с Луцием Валерием Потитом и Луцием Сергием Фиденатом отправился послом в Дельфы, чтобы отвезти золотую чашу в дар Аполлону. В пути посольский корабль был захвачен липарскими пиратами, но предводитель последних отпустил римлян и даже предоставил им охрану.